# 34363 Prawira
34363 Prawira este o planetă minoră (asteroid), cu un diametru de 2,107 km, din centura de asteroizi. A fost descoperită pe 1 septembrie 2000 la Experimental Test Site⁠(d) de Lincoln Near-Earth Asteroid Research. 
Obiectul prezintă o orbită caracterizată de o semiaxă mare de 2,3421313 UAi, o excentricitate de 0,09, o înclinație de 7,95576 ° în raport cu ecliptica.